# حمل‌کننده واسط آزمایشی
حمل‌کننده واسط آزمایشی (انگلیسی: Intermediate eXperimental Vehicle) یا آی. ایکس. وی (انگلیسی: IXV) فضاپیمایی ساخته سازمان فضایی اروپا است که ویژه روبرو شدن با چالش‌های مربوط به ورود مجدد فضاپیما به جو زمین است.